# سیارک ۱۳۸۵۰
سیارک ۱۳۸۵۰ (به انگلیسی: 13850 Erman، نامگذاری:1999XO88) سیزده هزار و هشتصد و پنجاهمین سیارک کشف شده‌است که در ۷ دسامبر ۱۹۹۹ کشف شد.
قدر مطلق سیارک برابر ۱۸.۶ است.